# Argemone crassifolia
Argemone crassifolia Ownbey – gatunek rośliny z rodziny makowatych (Papaveraceae Juss.). Występuje endemicznie w Chile, na pustyni Atakama. 

## Morfologia
PokrójBylina dorastająca do 35 cm wysokości. Pędy są nagie.
LiścieMają kształt od lancetowatego do owalnego. Są nagie, skórzaste. Blaszka liściowa na brzegu jest głęboko klapowana.
KwiatySą pojedyncze, rozwijają się na szczytach pędów. Mierzą 65 mm średnicy. Płatki mają białą barwę i kształt od okrągłego do klinowego.
OwoceTorebki o owalnym kształcie. Osiągają 35–45 mm długości.